# Associació de Futbol d'Irlanda
L'Associació de Futbol d'Irlanda (en anglès: Football Association of Ireland (FAI); en irlandès: Cumann Peile na h-Éireann) dirigeix el futbol a la República d'Irlanda.

## Organització

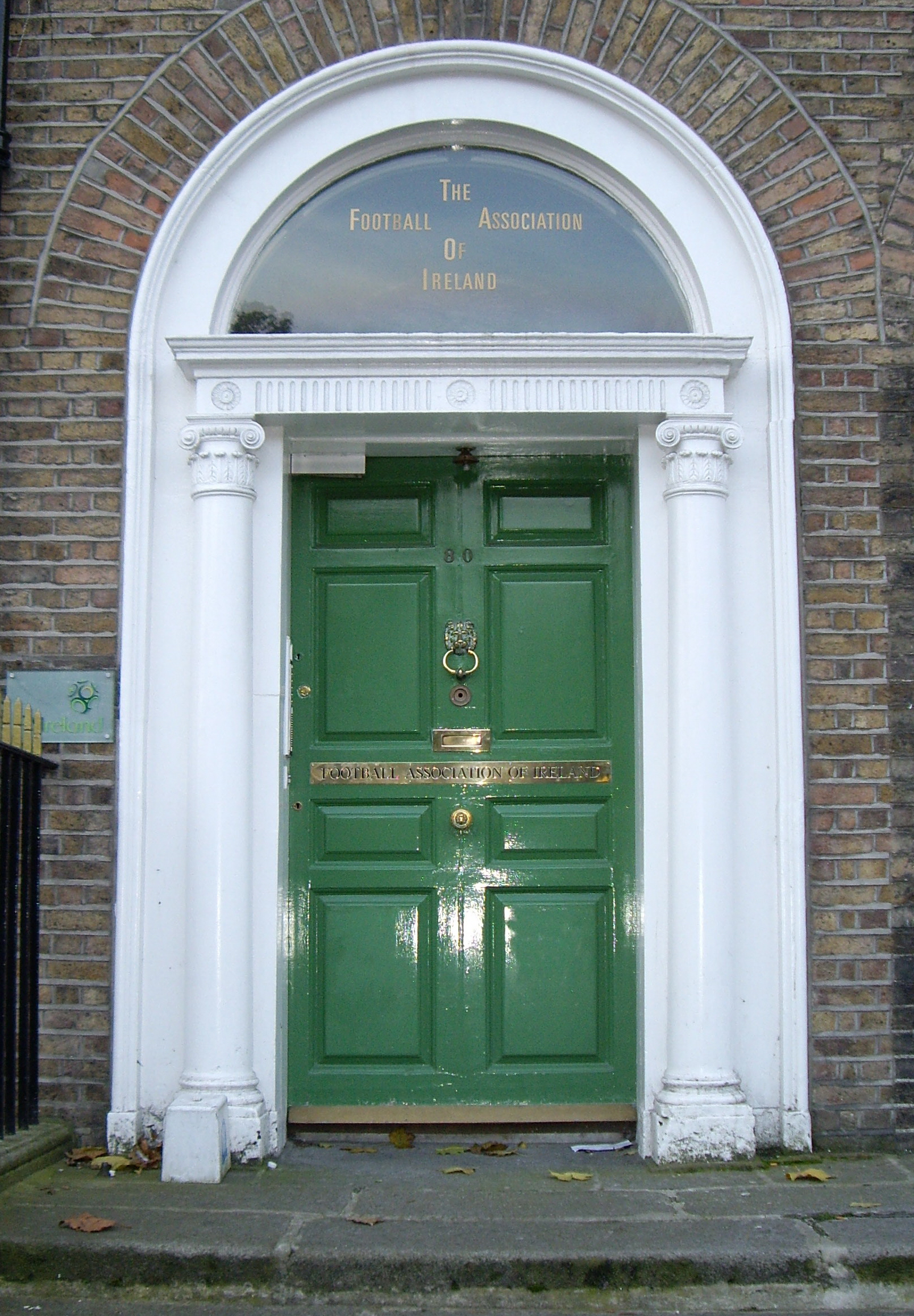
Porta de les antigues oficines de la FAI a Merrion Square, Dublín.

És l'encarregada d'organitzar la Lliga irlandesa de futbol, la Copa irlandesa de futbol i la Selecció de futbol de la República d'Irlanda. Té la seu a Dublín.
La federació té una sèrie d'associacions afiliades:
- Les federacions provincials: Leinster, Munster, Connacht i Ulster.
- Associacions futbolístiques estudiantils (escoles de primària, secundària, universitats, etc.).
- Lligues de futbol Junior.
- Associació de Futbol d'Irlanda Femenina.
- Col·legi d'Àrbitres.
- Associacions futbolístiques de l'exèrcit.

## Història
La FAI es fundà a Dublín el setembre de 1921 per la Football League of Ireland, fundada el juny anterior, i la Leinster FA, que s'havia separat de la IFA el juny. La IFA havia estat fundada el 1880 a Belfast i fins aquest any dirigia el futbol a tota Irlanda. La Leinster FA s'havia afiliat a l'IFA el 1892. Entre 1923 i 1936 fou coneguda com a Associació de Futbol de l'Estat Lliure d'Irlanda (Football Association of the Irish Free State (FAIFS)).